# Алешата (Кировская область)
 Алешата  — деревня в Афанасьевском районе Кировской области в составе Гординского сельского поселения.

## География
Расположена на расстоянии примерно 12 км на юг-юго-запад по прямой от центра поселения села  Гордино на правобережье реки Кама.

## История
Известна с 1891 года, в 1905 году здесь (починок Омелинский или Олешата) отмечено дворов 7 и жителей 49, 1926 (деревня Алешата) хозяйств 9 и жителей 63, в 1950  14 и 59, в 1989 35 жителей .  

## Население
Постоянное население составляло 29 человек (русские 100%) в 2002 году, 26 в 2010.